# Albū Bandar
Albū Bandar (persiska: آلبو بندر) är en ort i Iran.   Den ligger i provinsen Khuzestan, i den västra delen av landet, 600 km söder om huvudstaden Teheran. Albū Bandar ligger 6 meter över havet och antalet invånare är 394.
Terrängen runt Albū Bandar är mycket platt. Runt Albū Bandar är det ganska tätbefolkat, med 54 invånare per kvadratkilometer. Närmaste större samhälle är Shādegān, 10,0 km sydväst om Albū Bandar. Trakten runt Albū Bandar är ofruktbar med lite eller ingen växtlighet.